# Oksenøya
Oksenøya ou Uksenøya est une île du comté de Møre et Romsdal en Norvège. L’île est divisée entre la municipalité d’Ålesund et la municipalité de Skodje sur le côté nord du Storfjorden. Oksenøya a une superficie de 108 kilomètres carrés et une population de 27334 habitants en 2015. La partie Ålesund de l’île (58 kilomètres carrés) abrite environ 26000 personnes, le côté Skodje environ 1200. C’est la plus grande île de la municipalité d’Ålesund,.
L’île faisait à l’origine partie de l’ancienne municipalité de Borgund, mais est maintenant divisée entre Ålesund et Skodje. Elle abrite les villages de Spjelkavik, Myrland et Løvika (à Ålesund) et le village de Valle (à Skodje).
Les autoroutes européennes E39 et E136 traversent l’île. L’île est dominée par le grand lac Brusdalsvatnet qui couvre 7,5 kilomètres carrés sur la partie nord de l’île et est utilisé comme réservoir d'eau potable pour la municipalité et la ville d’Ålesund.